# ロッド・ペリー
ロッド・ペリー（Rod Perry 1953年9月11日- ）はカリフォルニア州フレズノ出身のアメリカンフットボール選手。ポジションはコーナーバック。

## 経歴

### 選手時代
フレズノシティカレッジからコロラド大学に編入、最終学年にビッグ・エイト・カンファレンスのオールチーム及びオールアメリカンに選ばれた。
1975年のNFLドラフト4巡でロサンゼルス・ラムズに指名された。1978年、1980年にプロボウルに選出された。
1979年シーズン、チームは第14回スーパーボウルに進出、彼も先発出場している。この試合で彼は第4Q、ラムズが19-17でリードし、ピッツバーグ・スティーラーズの第3ダウン8ヤード、敵陣27ヤードからのプレーで、ストロングセイフティがアウトサイドのレシーバーをマークしたことから、身長では5インチ高いジョン・ストールワースと1対1になり、自陣34ヤード地点でのレシーブを許し、そのまま34ヤードを走られ、73ヤードの逆転TDレシーブを許した。さらに自陣22ヤードまで攻め込まれた後、パスインターフェアランスの反則で21ヤードの罰退となり、続くプレーでフランコ・ハリスに1ヤードのTDランを許し、チームは19-31で敗れた。
ラムズでは1982年までプレーし、28インターセプトをあげた。彼はラムズの40周年記念チームに選ばれている。
1983年、1984年はクリーブランド・ブラウンズでプレーし、2インターセプトをあげた。

### コーチ時代
現役引退後、1985年にコロンビア大学のコーチに就任、1986年には母校のフレズノシティカレッジのコーチとなった。1987年、1988年はフレズノ州立大学のコーチを務めた。
シアトル・シーホークス（1989年-1991年）でNFLコーチのキャリアをスタート、ロサンゼルス・ラムズ（1992年-1994年）、ヒューストン・オイラーズ（1995年-1996年）、サンディエゴ・チャージャーズ（1997年-2001年）、カロライナ・パンサーズ（2002年-2006年）、インディアナポリス・コルツ（2007年から2011年）でセカンダリーコーチ、ディフェンシブバックコーチなどを務めた。
オイラーズのコーチ時代の1995年にはダリル・ルイス、ブレイン・ビショップがプロボウルに選ばれた。チャージャーズのコーチ時代の1998年、トータルディフェンスで1位、ロドニー・ハリソンがプロボウルに選ばれた。2001年にはハリソンとライアン・マクニールがプロボウルに選ばれた。
パンサーズのコーチに加入して最初の2シーズン、チームのコーナーバックはNFL全チーム中唯一2人ともドラフト外入団選手であったがパスディフェンスで2シーズンとも10位以内に入った。2004年にチームはフランチャイズ記録となる26インターセプトをあげた。また2006年にはパスディフェンスでNFC2位、NFL4位の成績を残した。パンサーズに在籍した5シーズン、チームはリーグトップの96インターセプトをあげた。
コルツのコーチ時代は2007年にチームはトータルディフェンスで1971年以来最高の3位、彼の指導を受けたボブ・サンダースがAP通信から最優秀守備選手に選ばれた。2008年、コルツのパスディフェンスはスターターで全16試合出場したのはアントワン・ベゼアだけで、故障のためマーリン・ジャクソンが7試合、ボブ・サンダースが6試合、ケルビン・ヘイデンが10試合の出場にとどまり、ティム・ジェニングスが12試合、メルビン・ブリットが9試合で先発したが、トータルディフェンスでリーグ11位、パスディフェンスではリーグ6位、さらにNFL記録となる6TDパスしか許さなかった（それまでの記録は1978年のデンバー・ブロンコス、1980年のピッツバーグ・スティーラーズがマークした9TD）。
2012年、オレゴン州立大学のセカンダリーコーチに就任した。

## 家族
息子のロドニー・ペリーは、2001年のMLBドラフト12巡でフィラデルフィア・フィリーズに指名された。